# Panickaja
Panickaja (ros. Паницкая) – osiedle przy stacji w Rosji, w obwodzie saratowskim, w rejonie krasnoarmiejskim. W 2010 liczyło 2250 mieszkańców.